# Maria-Lanzendorf
Maria-Lanzendorf är en ort och kommun i Österrike. Den ligger i distriktet Bruck an der Leitha i förbundslandet Niederösterreich, 13 km söder om huvudstaden Wien. 